# Jasper van Heertum
Jasper van Heertum (Valkenswaard, 10 november 1997) is een Nederlands voetballer die doorgaans als centrale verdediger speelt. Hij tekende in juli 2019 een contract tot medio 2021 bij De Graafschap, dat hem transfervrij inlijfde na zijn vertrek bij Telstar.

## Clubcarrière
Van Heertum start met voetballen bij de voetbalvereniging RKVV Dommelen in zijn woonplaats Dommelen, waarna hij een paar jaar later instroomt in PSV jeugdopleiding na zes jaar vertrekt hij en stroomt in bij de jeugd van Lommel United. Op 1 november 2015 op 17-jarige leeftijd debuteerde hij in de tweede klasse tegen KAS Eupen. Hij speelde de volledige wedstrijd. Op 8 oktober 2016 speelde hij zijn tweede competitiewedstrijd tegen AFC Tubize. Van Heertum mocht opnieuw de volledige wedstrijd spelen. In 2017 tekent hij een contract bij Telstar in IJmuiden in de Nederlandse eerste divisie waarmee hij de play-off in het eerste jaar bereikt voor promotie naar de Eredivisie. Na twee seizoenen Telstar tekent hij een meerjarig contract bij De Graafschap in Doetinchem, waar hij zowel in het eerste en tweede jaar de promotie naar de Eredivisie op een haar mist en in het derde jaar wordt de nacompetitie behaald. Na drie jaar De Graafschap maakt hij de overstap naar Botev Plovdiv in Bulgarije en tekent een contract voor drie jaar. 

## Clubstatistieken
| Seizoen         | Club            | Competitie      | Competitie | Competitie | Play-offs | Play-offs | Beker | Beker | Totaal | Totaal |
| Seizoen         | Club            | Competitie      | Wed.       | Dlp.       | Wed.      | Dlp.      | Wed.  | Dlp.  | Wed.   | Dlp.   |
| --------------- | --------------- | --------------- | ---------- | ---------- | --------- | --------- | ----- | ----- | ------ | ------ |
| 2015/16         | Lommel United   | Tweede klasse   | 1          | 0          | 0         | 0         | 0     | 0     | 1      | 0      |
| 2016/17         | Lommel United   | Eerste klasse B | 4          | 0          | 0         | 0         | 0     | 0     | 4      | 0      |
| 2017/18         | Telstar         | Eerste divisie  | 33         | 0          | 2         | 0         | 1     | 0     | 36     | 0      |
| 2018/19         | Telstar         | Eerste divisie  | 18         | 2          | 0         | 0         | 1     | 0     | 19     | 2      |
| 2019/20         | De Graafschap   | Eerste divisie  | 22         | 2          | 0         | 0         | 1     | 0     | 23     | 2      |
| 2020/21         | De Graafschap   | Eerste Divisie  | 33         | 6          | 1         | 0         | 2     | 0     | 36     | 6      |
| 2021/22         | De Graafschap   | Eerste Divisie  | 36         | 6          | 1         | -         | 0     | 0     | 37     | 6      |
| 2022/23         | Botev Plovdiv   | Parva liga      | 23         | -          | 3         | -         | 1     | -     | 27     | -      |
| 2023/24         | Botev Plovdiv   | Parva Liga      | 2          |            |           |           |       |       | 2      |        |
| Carrière totaal | Carrière totaal | Carrière totaal | 175        | 16         | 7         | 0         | 6     | 0     | 185    | 16     |